# Zuelania guidonia
Zuelania guidonia es una especie de árbol silvestre de altura elevada, de hojas ovaladas, flores blanquecinas y fruto oblongo. Su madera quebradiza es utilizada en construcción, mientras que su corteza y resina son empleadas por sus propiedades medicinales.

## Descripción
Son árboles caducifolios de hasta 30 m de alto y un diámetro de 50 cm, tronco recto frecuentemente de fuste largo y limpio; copa piramidal, rara vez redondeadas; ramificación monopódica, ramas siempre horizontales; plantas hermafroditas. La corteza externa lisa, pardo a grisácea, con lenticelas blanquecinas protuberantes dispersas a lo largo del tronco y ramas. La corteza interna es de color crema amarillento a rosa, granulosa y exuda pequeñas gotas de resina transparente; el grosor de la corteza caediza es de 18 a 20 mm, en ramas jóvenes pubescentes con marca de las cicatrices de estipulas caducas. La albura de la madera es dura de color amarillento sin estructuras conspicuas. Presenta hojas simples alternas, lámina de 7 x 2.5 a 20 x 7 cm oblongo a estrechamente elípticas, margen entero o aserrado, ápice agudo o acuminado a veces redondeado, la base redondeada, truncada o ligeramente cordada, nervadura prominente y pubescente, lámina con numerosas glándulas en forma de puntos o líneas al observar contra luz.
Las flores son fasciculadas terminales de 4 a 5 cm de diámetro, pedicelos caedizos de 2 cm pubescentes; flores actinomorfas, de 8 a 9 mm de diámetro, perianto de color crema verdoso, 5-segmento libres, 6 a 7 mm de largo, oblongos u orbiculares, de ápice redondeado imbricados pubescente en la superficie exterior; estambre numerosos, de 4 a 5 mm de largo, uniseriados, filamentos de color crema verdoso, que alternan con pequeños estaminodios oblongos; anteras de color crema amarillento o pardo; estambres glabros; ovario verde, globoso, unilocular, multilobular, estilo muy corto pubescente;  pétalos ausentes; estambres ca 30, subperíginos, filamentos 2.5–3 (–4) mm de largo, fusionados en la base a los lobos del disco, lobos del disco alternos a los estambres y en el mismo verticilo; ovario súpero, velloso, estilo ausente, estigma prominente, entero, peltado. Los frutos son cápsulas caedizas de 8 cm de diámetro, carnosa, trivalvaza, globosa, tardíamente dehiscente, cáliz persistente. Con numerosas semillas angulosos de 5 mm de largo, rodeadas de una pulpa amarillentas.

## Distribución y hábitat
Es una especie poco común, se encuentra en bosques siempreverdes alterados, en la zona atlántica; a una altitud de 20–500 m s. n. m.; desde México a Panamá, Venezuela y en las Antillas. En México en la vertiente del Golfo, presente en el sur de Tamaulipas y hasta el sureste de la península de Yucatán. En la Depresión Central y el norte de Chiapas. Guatemala, Belice, hasta Costa Rica. Forma parte de la selva mediana y selva baja subperennifolia, se distribuye en altitudes de 500 a 700 m s. n. m.

## Taxonomía
Zuelania fue descrito por (Sw.) Britton & Millsp. y publicado en The Bahama Flora 285. 1920.

## Usos
Su madera en construcciones rurales, decoraciones de interiores, chapas para centros de madera terciada y carpintería general. Se recomienda para fabricar empaques ligeros para productos agrícolas, postes para líneas telefónicas, jardín, hoteles, hormas para zapatos, recipientes para alimentos, lambrín, pisos, marcos para puertas y ventanas y cocinas integrales.

## Nombre común
Algunos de sus nombres comunes son: Trementina, Aiguné (Chiapas, Tab., Camp., Yuc., Q. Roo). Árbol caspa, Cagajón y Caraño, Cagajón, guaguací o guaguasí en Cuba.